# Nørreport (Aarhus)
 For alternative betydninger, se Nørreport. (Se også artikler, som begynder med Nørreport)
Nørreport   er et vejstykke der går fra enden af Nørrebrogade til Kystvejen i Aarhus. Navnet stammer fra Studsgades port. Nørreport er en sammenlægning af tre af de ældste gader i forlængelse, den nordligste del fra Studsgade til Knudrisgade er oprindelig en del af Studsgade. Strækningen mellem Studsgade og Mejlgade er den tidligere Fægyde som eksisterede indtil 1860'erne, da beboerne foranledigede navnet ændret til Tværgade. Den sydligste del fra Mejlgade til stranden hed Havnegyde.
Bækken fra Vennelyst løb i en åben rende gennem den nordlige del af gaden indtil 1880'erne
Foran p-pladsen Nørreport 22 blev der i 1968 plantet otte lind, Tilia cordata. Ved en senere vejregulering i 1979-80 blev der plantet 37 aske, Fraxinus excelsior »WesthofGlory«, i vejens skillerabatter og fem røn, Sorbus latifolia, på hjørnet mod Kystvejen.
Nørrebrogade kan anlægsmæssigt føres tilbage til omkring 1760.

## Letbanestation
Letbanestationen ligger på krydset med Nørregade og Knudrisgade.
56°9′41.67″N 10°12′41.54″Ø / 56.1615750°N 10.2115389°Ø

## Eksterne links
- Wikimedia Commons har flere filer relateret til Nørreport (Aarhus)

Artikel om Nørreport i AarhusWiki